# Rich Baby Daddy
Rich Baby Daddy è un singolo del rapper americano-canadese Drake, pubblicato il 13 ottobre 2023 come terzo estratto dall'ottavo album in studio For All the Dogs.
Il brano vede la partecipazione della rapper statunitense Sexyy Red e della cantautrice statunitense SZA.

## Descrizione
Il testo del brano è stato scritto dai tre artisti in collaborazione con i produttori Gordo, Liohn e Klahr e i co-produttori  Bnyx, Dougie F, the Loud Pack e UV Killin Em. A questi si aggiungono anche Florence Welch, Isabella Summers e T. Schaeferdieck per via del fatto che il brano interpola parte di Dog Days Are Over dei Florence + the Machine.
Rich Baby Daddy segna la prima collaborazione di Sexyy Red sia con Drake che con SZA, mentre gli ultimi due avevano già collaborato insieme nel precedente singolo estratto dallo stesso album, Slime You Out, il quale aveva debuttato alla prima posizione della Billboard Hot 100 nel settembre 2023.
Il brano è stato inviato alle contemporary hit radio italiane il 13 ottobre 2023.

## Accoglienza
Mosi Reeves, della rivista Rolling Stone, ha apprezzato l'accostamento delle voci di Drake e di Sexyy Red, paragonandolo a quello tra le voci di Drake e delle City Girls nel singolo del 2018 In My Feelings, apprezzando oltretutto il campionamento del brano Dog Days Are Over.
Dylan Green, del sito di pubblicazioni musicali Pitchfork, ha definito SZA e Sexyy Red come "i due featuring più memorabili" di tutto l'album For All the Dogs, ritenendo le loro parti "rauche [...] all'altezza del ritmo frenetico della canzone, pronte per il club".
Kyle Denis, della rivista Billboard, ha definito la canzone "di una produzione contagiosa che strizza l'occhio al Miami Bass, questa è la canzone dell'estate che meritavamo - dall'interpolazione di Looking for the Hoes di Sexyy fino a un outro di Drake che sostanzialmente lo consolida come il papino più ricco (rich baby daddy) per eccellenza", considerandola come la potenziale "Canzone dell'autunno".
Chris Richards sul The Washington Post ha criticato il verso "prenditi cura del cane fino a che i giorni da cani sono finiti", rappato da Drake, definendolo come un "accenno inelegante al potenziale album di redenzione di Drake".

## Video musicale
Il video musicale di accompagnamento è stato pubblicato il 14 febbraio 2024 ed è stato diretto dallo stesso Drake. Le riprese sono state effettuate tra la Notte di San Silvestro e il 4 febbraio 2024, data coincidente al parto inaspettato della rapper Sexyy Red. Il video è inizialmente ambientato all'interno di una abitazione, dove Drake, SZA e Sexyy Red hanno organizzato una festa ristretta. Le scene seguenti documentano la vera nascita del secondogenito della rapper Sexyy Red, includendo il suo trasferimento in ospedale dopo la rottura delle acqua e alcune grida originali durante il momento del parto. Nel video sono state incluse anche delle scene di SZA che canta e balla in un corridoio dell'ospedale. Il video termina con Sexyy Red che danza nell'ospedale, festeggiando la nascita del suo nuovo bambino insieme ad altre ragazze. Infine, il neonato viene dato a SZA che lo accoglie tra le sue braccia.

## Classifiche

### Classifiche settimanali
| Classifica (2023) | Posizione massima |
| ----------------- | ----------------- |
| Australia         | 11                |
| Canada            | 18                |
| Francia           | 152               |
| Irlanda           | 29                |
| Islanda           | 22                |
| Lituania          | 71                |
| Nuova Zelanda     | 9                 |
| Paesi Bassi       | 15                |
| Portogallo        | 72                |
| Regno Unito       | 15                |
| Stati Uniti       | 11                |

### Classifiche di fine anno
| Classifica (2024) | Posizione |
| ----------------- | --------- |
| Canada            | 67        |
| Stati Uniti       | 45        |